# Killer Condom
Killer Condom (Kondom des Grauens) è un film del 1996 diretto da Martin Walz e basato sul fumetto omonimo di Ralf König.

## Trama
A New York City, il detective gay Luigi Mackeroni viene chiamato ad indagare su alcune strane cose accadute all'Hotel Quickie: i clienti maschi dell'hotel sono stati tutti morsicati al pene. Mentre si trova sul luogo del crimine, decide di usufruire dei servizi concessi da Bill, un bellissimo giovane gigolò.
Poco prima che i due abbiano un rapporto sessuale, vengono interrotti da un preservativo assassino che morde i testicoli di Mackeroni. Deciso a vendicarsi, il detective inizia la sua indagine intenzionato a porre fine all'invasione nella città di questi profilattici assassini.